# Windhofkogel
Windhofkogel är en bergstopp i Österrike.   Den ligger i distriktet Graz-Umgebung och förbundslandet Steiermark, i den östra delen av landet, 130 km sydväst om huvudstaden Wien. Toppen på Windhofkogel är 840 meter över havet.
Terrängen runt Windhofkogel är kuperad. Runt Windhofkogel är det ganska tätbefolkat, med 230 invånare per kvadratkilometer.. Närmaste större samhälle är Graz, 16,7 km söder om Windhofkogel. 
I omgivningarna runt Windhofkogel växer i huvudsak blandskog.